# Сент-Мари-де-Ре
Сент-Мари́-де-Ре (фр. Sainte-Marie-de-Ré) — коммуна во Франции, находится в регионе Пуату — Шаранта, на острове Ре. Департамент коммуны — Приморская Шаранта. Входит в состав кантона Сен-Мартен-де-Ре. Округ коммуны — Ла-Рошель.
Код INSEE коммуны — 17360.

## Население
Население коммуны на 2010 год составляло 3186 человек.
| 1962 | 1968 | 1975 | 1982 | 1990 | 1999 | 2010 |
| ---- | ---- | ---- | ---- | ---- | ---- | ---- |
| 1178 | 1195 | 1165 | 1317 | 1806 | 2655 | 3186 |

## Ссылки

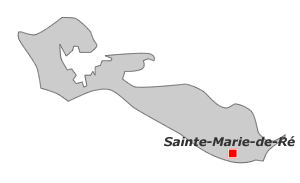
Местоположение коммуны на острове Ре

## Города-побратимы
- Пьерфор (Франция)